# المگورا
المگورا (به اسپانیایی: Almoguera) یک شهرستان در اسپانیا است که در استان گوادالاخارا واقع شده‌است.